# Stepney
Stepney – dzielnica Londynu, leżąca w gminie London Borough of Tower Hamlets. Stepney zostało wspomniane w Domesday Book (1086) jako Stibenhed(e).